# Family Romance, LLC
Pour plus de détails, voir Fiche technique et Distribution.
Family Romance, LLC est un film américain réalisé par Werner Herzog, sorti en 2019.

## Synopsis
Ishii Yuichi dirige la Family Romance, LLC (Limited Liability Company), une entreprise qui loue des acteurs pouvant jouer le rôle de proches auprès de citoyens japonais qui en auraient besoin. Lui-même est l'un de ces acteurs. Il joue, entre autres - plusieurs situations étant mises en scène par Werner Herzog -, le rôle du père d'une adolescente, Mahiro, qui n'a pas connu celui-ci. Le contrat est passé avec Ishii Yuichi par la mère de Mahiro. Mahiro s'attache à ce (faux) père et Yuichi se sent de plus en plus mal à l'aise. Il pense que cela va « trop loin ». Il fait des cauchemars, se questionne sur la réalité - lui qui n'offre que des illusions... Il en arrive même à douter de l'authenticité de sa propre famille. Et si ses proches à lui étaient également des acteurs ?

## Fiche technique
- Titre français : Family Romance, LLC
- Réalisation, scénario et photographie : Werner Herzog
- Montage : Sean Scannell
- Musique : Ernst Reijseger
- Pays d'origine :  États-Unis
- Format : couleur — 35 mm
- Genre : drame
- Durée : 89 minutes
- Dates de sortie :
  - France : 4 octobre 2019 (Festival de Cannes 2019), 19 août 2020 (sortie nationale)

## Distribution
- Yuichi Ishii : son propre rôle
- Mahiro Tanimoto : Mahiro
- Miki Fujimaki : la mère de Mahiro
- Yuka Watanabe : la mariée
- Takashi Nakatani : le père de la mariée
- Kumi Manda : la mère de la mariée

## Production

### Genèse et développement
Le journaliste américain Roc Morin a montré à Werner Herzog l'interview de Ishii Yuichi qu'il a réalisée en 2017. Herzog a immédiatement souhaité réaliser un film sur ce sujet. Roc Morin est devenu le producteur.

### Attribution des rôles
Ishii Yuichi joue son propre rôle dans le film. Il est réellement le patron de cette entreprise qui offre un service de location de famille (en). La Family Romance, LLC emploie environ 800 acteurs.

## Distinction
- Festival de Cannes 2019 : projection en séance spéciale

## Sortie

### Accueil critique
En France, le site Allociné recense une moyenne des critiques presse de 3,4/5.
- Si le film prend sa matière dans la réalité de l'expérience et du travail de Ishii Yuichi, Herzog crée une fiction. Jean-Michel Frodon écrit à ce propos : « Cette proximité entre documentaire et fiction, et cette inscription dans un système effectivement actif au Japon, ne sont nulle part explicitées dans le film lui-même, qui se présente comme une pure narration fictionnelle[4] ».
- Pour Enrique Seknadje, le Japon que montre le cinéaste est passé à travers le filtre de sa culture occidentale et germanique : « À plusieurs reprises, nous avons ressenti Ishii Yuichi – dont la ressemblance physique avec Herzog, évidemment due au hasard, est troublante et peut créer un sentiment d'Unheimliche chez le spectateur – comme un homme qui, tel Faust, aurait passé un pacte avec le diable et paye un prix douloureux pour ce qu'il gagne et satisfait en lui. Le blouson porté par la jeune Mahiro dans le parc des cerisiers en fleurs, au début, du récit, a été choisi à dessein : y est dessiné de façon stylisée un diable, et la capuche est ornée de cornes. L'introduction, dans certaines scènes, du Notturno de Franz Schubert (1827), participe de la volonté de parer la réalité filmée de quelques tonalités du romantisme allemand[5] ».